# Савостюк, Олег Михайлович
Олег Михайлович Савостю́к (30 декабря 1927, Москва, СССР — 3 мая 2021) — советский и российский график, плакатист, педагог, профессор. Секретарь правления Союза художников СССР (1973—1991), член Президиума Российской академии художеств (с 2009 года).
Академик РАХ (2007; член-корреспондент 2006). Народный художник РСФСР (1980). Член Союза художников СССР с 1953 года.

## Биография
Родился 30 декабря 1927 года в Москве.
В 1947—1953 гг. обучался в Московском государственном художественном институте им. В. И. Сурикова (мастерская академиков М. М. Черемных и Н. А. Пономарева).
В 1953 году вступил в Союз художников СССР.
В 1953—1963 гг. работал в издательстве «Изогиз». Знакомится со своим соавтором Борисом Успенским.
В 1957—1980 гг. — художник мастерской «Агитплакат» Союза художников СССР.
В 1960—1980 гг. — плакатист Большого театра СССР, в котором создал огромное количество афиш и плакатов к балетным спектаклям Большого театра, которые вошли в золотой фонд отечественного оформительского искусства.
С 1962 года преподавал в мастерской плаката факультета графики Московского государственного художественного института им. В. И. Сурикова, с 1982 года — профессор.
В 1963—1990 гг. — сотрудничество с издательствами «Советский художник», «Советская Россия», «Плакат» и др.
В 2006 году избран членом-корреспондентом РАХ, а в 2007 году — действительным членом (академиком).
Почетный президент АIAР (ЮНЕСКО).
Произведения Олега Савостюка хранятся в следующих музеях:
- Государственная Третьяковская галерея, Москва;
- Государственный Русский музей, Санкт-Петербург;
- Театральный музей им. Бахрушина;
- Музей современного искусства, Варшава;
- а также во многих российских музеях и частных коллекциях США, Франции, Италии, Финляндии, Испании, Канады, Великобритании, Германии, Польши, Болгарии.

## Некоторые произведения
1. «Это по-коммунистически! Стал передовым, иди помогай отстающим» (1959, плакат),
2. «Волю Кубы не сломить» (1960, плакат),
3. «Становись!» (1963, плакат),
4. «Вьетнам борется» (1965, плакат),
5. «Революционный держите шаг» триптих(1967),
6. «Путь к победе» серия (1968—1969),
7. «Берегите все живое» (1972),
8. «Октябрь. 1917» (1973),
9. «… Отчизне посвятим души прекрасные порывы!» (1974),
10. «Иван Грозный» (1975),
11. «Нам нужен мир» (1976),
12. «Москва — сердце Родины» серия (1977),
13. «1979 год — Международный год ребенка» (1979).

## Звания и награды
- 1970 — Заслуженный художник РСФСР.
- 1973 — Серебряная медаль им. М. Б. Грекова.
- 1980 — Народный художник РСФСР.
- 1982 — Профессор
- 1988 — Орден Дружбы народов[2]
- 2006 — член-корреспондент РАХ
- 2007 — академик РАХ